# Xenophrys brachykolos
Xenophrys brachykolos és una espècie d'amfibi que viu a Hong Kong.